# اختطاف طالبات دابتشي
اختطفت جماعة بوكو حرام الإرهابية طالبات تتراوح أعمارهن بين 11 و19 عامًا يدرسن في كلية التكنولوجيا والعلوم للبنات (GGSTC) بدبشي الواقعة في بولابولين في (يونوساري) الحكومة المحلية بولاية يوبي في الجزء الشمالي الشرقي من نيجيريا في اليوم الموافق 19 فبراير 2018 الساعة الخامسة ونصف مساءً. ونشرت الحكومة الفيدرالية في نيجيريا أن القوات الجوية النيجيرية وأجهزة الأمن تبحث عن الطالبات المفقودات وتأمل أن تتمكن من إيجادهن. كما يلقي محافظ ولاية يوبي إبراهيم جايدام اللوم على الجنود النيجيريين بسبب إزالتهم نقطة التفتيش العسكرية من المدينة. وتقع دابشي على ما يقرب من 275 كم أي (170) ميل في شمال غرب شيبوك حيث اختطفت جماعة بوكو حرام أكثر من 276 طالبة عام 2014.